# Вежбиця (гміна Лісневичі)
Вежбиця (пол. Wierzbica) — село в Польщі, у гміні Лісневичі Холмського повіту Люблінського воєводства.
Населення — 115 осіб (2011).
У 1975-1998 роках село належало до Холмського воєводства.

## Демографія
Демографічна структура станом на 31 березня 2011 року:
|          | Загалом | Допрацездатний вік | Працездатний вік | Постпрацездатний вік |
| -------- | ------- | ------------------ | ---------------- | -------------------- |
| Чоловіки | 55      | 12                 | 30               | 13                   |
| Жінки    | 60      | 16                 | 26               | 18                   |
| Разом    | 115     | 28                 | 56               | 31                   |